# صفيرة (مشرحات)
صفيرة (بالفارسية: صفیره) هي قرية تقع في إيران في قسم مشرحات الريفي. يقدر عدد سكانها بـ 335 نسمة بحسب إحصاء 2016.